# Maria av Antiochia
Maria av Antiochia, född 1145, död 1182, var en bysantinsk kejsarinna, gift med kejsar Manuel I Komnenos. Hon var regent i Bysans som förmyndare för sin son Alexios II Komnenos från 1180 till 1182. Hon avsattes av Andronikos I Komnenos, som först fängslade henne och därefter lät mörda henne. 

## Biografi
Maria var dotter till furstinnan Constantia av Antiokia och Raymond av Poitiers. Hennes mor hade sedan länge haft ett gott samarbete med kejsar Manuel. 
Vid sin första makas död 1159, förklarade Manuel att han önskade gifta sig med en prinsessa från någon av korsfararstaterna. Maria av Antiokia och Melisende av Tripoli föreslogs båda två på grund av sin skönhet. Det fanns dock misstankar om att Melisende var född utanför äktenskapet, och därför valdes Maria. Detta ledde till att hennes mors maktinnehav i Antiokia stärktes. Vigseln ägde rum i Hagia Sofia i Konstantinopel 24 december 1161. 

### Kejsarinna
Maria beskrivs som en stor skönhet, lång och blond, och jämfördes med antikens gudinnor. Hon utövade ett visst inflytande i politiken och kunde genom sin tvåspråkighet avslöja att Manuels fransk-bysantinske tolk Aaron Isaakios arbetade mot kejsarens intressen, vilket ledde till hans avsättning. Hon födde en död son 1166, vilket framkallade nationalsorg, men en levande son 1169.

### Regent
Efter Manuels död 1180 blev Maria officiellt nunna under namnet Xene, men tog sedan maken som regent i sin omyndige sons ställe och valde ut makens brorson prins Alexios till sin älskare och politiska rådgivare. Hennes relation med Alexios väckte skandal, och hennes regering var impopulär på grund av hennes latinska bakgrund och gynnande av Bysans latinska befolkning. 
1182 utbröt ett uppror i staden lett av hennes före detta styvdotter Maria Komnene och dennas make Renee av Monferrat. Komnene inbjöd den landsförvisade Andronikos I Komnenos till Konstantinopel. Andronikos I Komnenos anlände till Konstantinopel med en egen armé och tog makten genom att hetsa stadens befolkning till en massaker på den latinska kolonin av genueser och venetianare. Han tog sedan makten som regent över Alexios II, fängslade Maria och förgiftade Komnene och hennes make. 
Maria spärrades in i ett kloster: Andronikos tvingades därefter hennes son att skriva under hennes avrättningsorder, varefter hon ströps och begrovs på okänd plats.  